# 库尔塞勒 (贝尔福地区省)
库尔塞勒（法語：Courcelles，法語發音：[kuʁsɛl] ⓘ）是法国勃艮第-弗朗什-孔泰大区贝尔福地区省的一个市镇，属于贝尔福区。

## 地理
库尔塞勒（47°29'54"N, 7°4'35"E）面积5.32 平方千米，位于法国勃艮第-弗朗什-孔泰大區贝尔福地区省，该省份为法国东北部内陆省份，东临上莱茵省，北起孚日省，西接上索恩省，南与杜省和瑞士接壤。
与库尔塞勒接壤的市镇（或旧市镇、城区）包括：库特勒旺、弗洛里蒙、雷谢西。
库尔塞勒的时区为UTC+01:00、UTC+02:00（夏令时）。

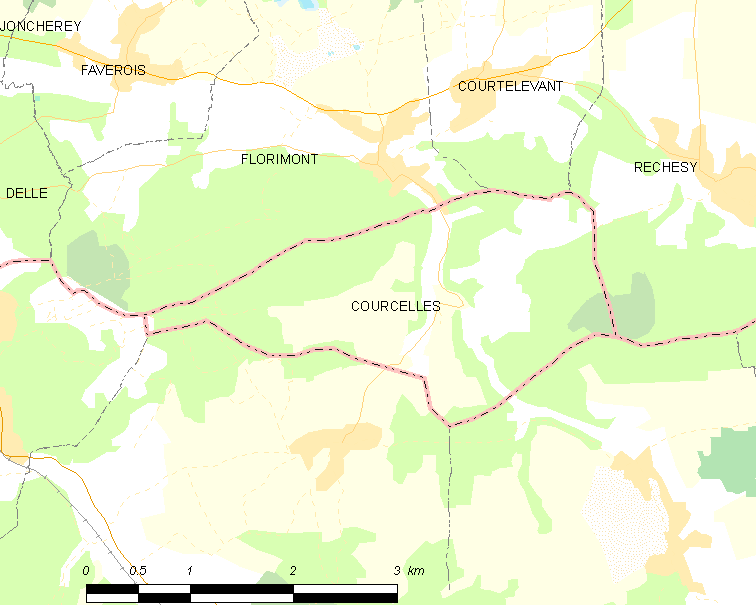
库尔塞勒的OSM定位图

## 行政
库尔塞勒的邮政编码为90100，INSEE市镇编码为90027。

## 政治
库尔塞勒所属的省级选区为代勒县。

## 人口

1962-2008年间库尔塞勒人口变化图示

库尔塞勒于2022年1月1日时的人口数量为128人。